# منطقة كابورتهالا
كابورتهالا رمزها  «KA»  (بالإنجليزية: Kapurthala)‏  ، هو تقسيم إداري لدولة الهند تتبع ولاية بنجاب (بالإنجليزية: Punjab)‏  ،  مركزها هو مدينة كابورتهالا (بالإنجليزية: Kapurthala)‏  عدد سكانها حسب تعداد سنة 2001 هو  752,287 ، مساحتها  1,646 كم²    وكثافة السكان   457 لكل كم² .